# Sebastian Ochsenkun
Sebastian Ochsenkun, conosciuto anche come Ochsenkhun (Norimberga, 6 febbraio 1521 – Heidelberg, 20 agosto 1574), è stato un liutista e compositore tedesco.

## Biografia

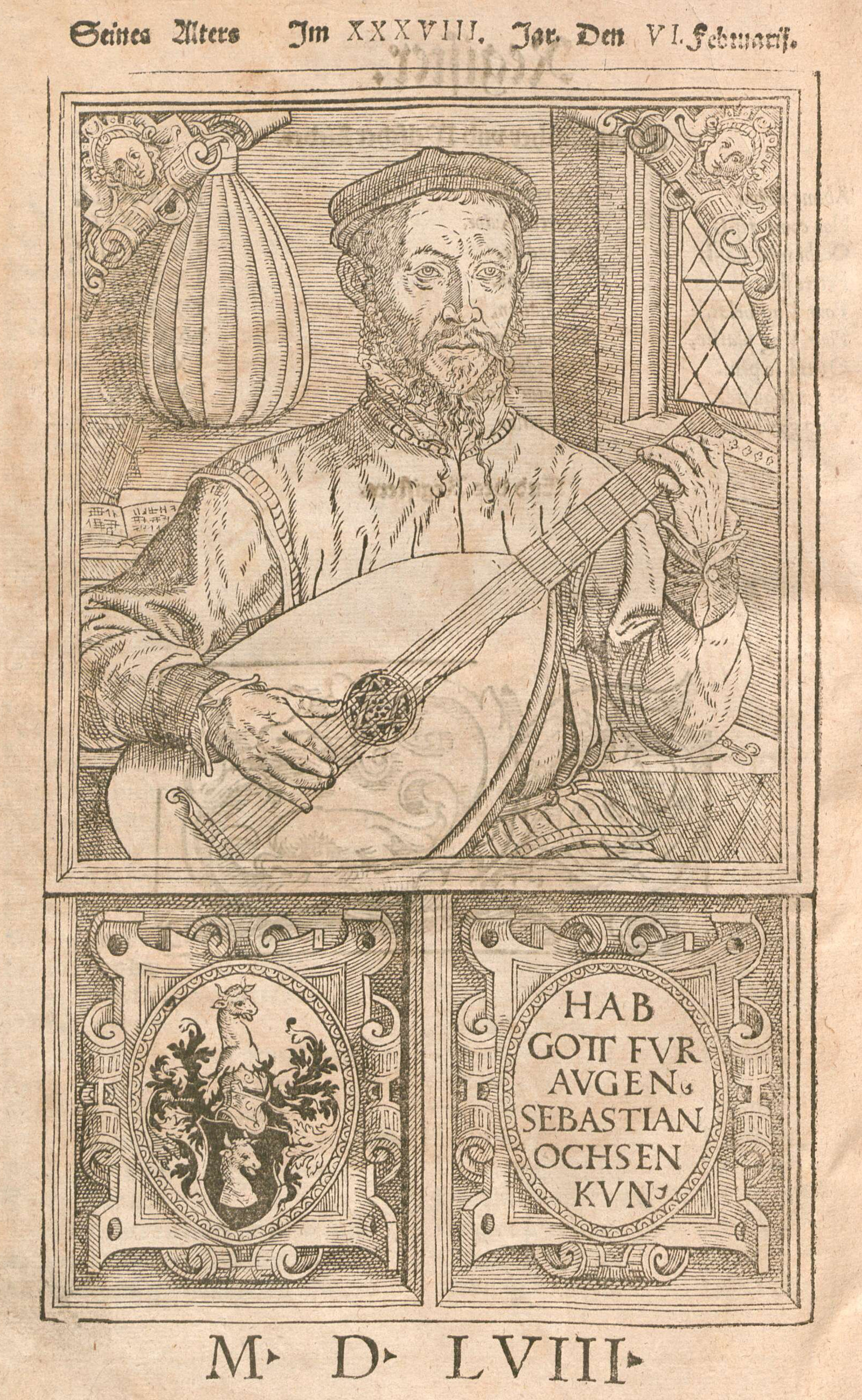
Sebastian Ochsenkun nel frontespizio del suo libro Tabulaturbuch auff die Lauten

Era figlio di Jörg Ochsenkun, un barbiere e costruttore di strumenti musicali, e fu studente di Hans Vogel.
Dal 1544 fu liutista alla corte di Ottone Enrico del Palatinato-Neuburg; nel 1556, quando Ottone Enrico diventò elettore palatino ad Heidelberg, vi si trasferì e nel 1558 Ochsenkun pubblicò, in un volume dedicato a Ottone Enrico, una raccolta di canzoni e mottetti intitolata Tabulaturbuch auff die Lauten che conteneva lavori dalla collezione musicale della corte di Heidelberg. Gli furono anche affidate funzioni pubbliche: come pesatore della farina era responsabile della convalida di tutta la farina venduta ad Heidelberg.
È sepolto accanto alla moglie, Sibylla Sebastiani Ochsenkun, che morì nel settembre del 1571.

## Opere
- Tabulaturbuch auff die Lauten […]. Durch Sebastian Ochsenkhun […]. Johann Khol, Heidelberg 1558 (Badische Landesbibliothek Karlsruhe)
- Una seconda intavolatura per liuto pubblicata nel 1564, oggi perduta[4]